# لادونتي هينتون
لادونتي هينتون (بالإنجليزية: LaDontae Henton)‏ مواليد 6 يناير 1992 في لانسنغ، هو لاعب كرة سلة أمريكي. بدأ مسيرته الاحترافية في سنة 2015. يلعب في دوري الرابطة الوطنية لفئة التطوير. يحمل الرقم 13. يبلغ طوله 6 قدم 6 بوصة (2.0 م). لعب مع نادي إشبيلية لكرة السلة وألاسكا أيسز.

## روابط خارجية
- لادونتي هينتون على موقع الدوري التايواني الممتاز لكرة السلة (الصينية)
- لادونتي هينتون على موقع سبورتس رفرنس (الإنجليزية)
- لادونتي هينتون على موقع الدوري الإسباني لكرة السلة (الإسبانية)
- لادونتي هينتون على موقع كرة السلة الأوروبية.كوم (الإنجليزية)
- لادونتي هينتون على موقع كلية كرة السلة في سبورتس رفرنس.كوم (الإنجليزية)
- لادونتي هينتون على موقع ريلجم (الإنجليزية)
- لادونتي هينتون على موقع بروبوليرز (الإنجليزية)
- لادونتي هينتون على موقع سبورتس رفرنس (الإنجليزية)
- لادونتي هينتون على موقع سبورتس رفرنس (الإنجليزية)